# 日テレラジオ 女子アナミュージックミュージアム
日テレラジオ 女子アナミュージックミュージアム（にちてれラジオ じょしアナミュージックミュージアム）は2003年4月7日から9月26日までラジオ日本で月曜から木曜の12:30 - 14:55に放送されていたラジオ番組。略称は「女子アナミューミュー」または「ミューミュー」。

## 概要
親会社である日本テレビの人気女性アナウンサーがパーソナリティーを務め、主に最新のヒット曲を中心に音楽を紹介する情報番組。また日本テレビが旧社屋の麹町（現在は分室）から現社屋の汐留に移る時期でもあったため、2003年6月以降は汐留の日本テレビ新社屋のゼロスタから事実上の公開生放送だった。
2003年10月改編をもって、後番組の「ミューミューランチBOX」に移行し、放送時間も12:00～14:45となった。さらに2004年4月からは早朝6:30~9:00に枠移動し、「いってらしゃ〜い!」をスタートした。

## パーソナリティー
- 月曜日・魚住りえ（現在はフリーアナウンサー）
- 火曜日・河本香織（現在はPR局宣伝部員）
- 水曜日・角田久美子（現在はスポーツ中継担当のプロデューサー）
- 木曜日・大杉君枝（開始前、唯一ラジオ日本に不定期ながら番組をもっていた(きみえの!ラジオ虫)）

## 主なコーナー
- 読売新聞ニュース（13時と14時の2回、14時のニュースの後は神奈川・東京・千葉の交通情報も）
- ベストセレクション（毎日あるテーマにまつわる曲を3曲紹介）
- 今日も日テレ（日本テレビのおすすめ番組を紹介）
- Let's RDスタイル（東芝提供）
- 日替わりコーナー（火曜日はボクシングリポート、水曜日は読売巨人軍に関する情報を染谷恵二アナとともに紹介等）　ほか

| アール・エフ・ラジオ日本 月～木曜12:30～14:55 | アール・エフ・ラジオ日本 月～木曜12:30～14:55 | アール・エフ・ラジオ日本 月～木曜12:30～14:55 |
| 前番組                                        | 番組名                                        | 次番組                                        |
| --------------------------------------------- | --------------------------------------------- | --------------------------------------------- |
| グットタイムミュージック〜あの頃君は若大将〜  | 日テレラジオ 女子アナミュージックミュージアム | ミューミューランチBOX                         |